# 仙南広域農道
仙南広域農道（せんなんこういきのうどう）は、宮城県白石市から宮城県柴田郡川崎町に至る広域農道。愛称は蔵王コスモスライン。単に「コスモスライン」とも言われる。

## 概要
農畜産物の物流改善、蔵王山麓の観光を含む地域間交流を深める幹線道路の機能を担う目的で宮城県が1988年に着工したが、大規模な掘削・トンネル・橋の難工事と遺跡の発掘作業が生じた。2004年4月に一部が完成し、2015年10月25日に全線開通した。総事業費は90億4090万円。
看板・標識上では、起点・終点は「農業農村整備事業仙南広域農道蔵王コスモスライン」、案内標識の経路案内は「広域農道コスモスライン」、大森トンネル入口は「コスモスロード（広域農道）」と表記は統一されていない。

### 路線データ
- 起点：宮城県白石市福岡深谷（=国道457号交点）
- 終点：宮城県柴田郡川崎町大字前川（=宮城県道47号交点）
- 全長：20.2 km

## 地理

### 通過する自治体
- 宮城県
  - 白石市 - 刈田郡蔵王町 - 柴田郡川崎町

### 交差する道路
- 国道457号（白石市、起点）
- 宮城県道12号白石上山線（刈田郡蔵王町）
- 宮城県道47号蔵王川崎線（柴田郡川崎町、終点）